# Port Colborne
Port Colborne (population 18 599 habitants en 2006) est une ville sur la rive nord du Lac Érié, à l'embouchure du Canal Welland, au sud de l'Ontario au Canada, proche des chutes du Niagara. Elle doit son nom à John Colborne, un héros de guerre britannique et lieutenant-gouverneur du Haut-Canada à l'époque de la réalisation du premier Canal Welland.
La cité s'est développée autour du canal, elle abrite l'une des plus longues écluses du monde, avec ses 420 m. le canal Welland rejoint le lac Érie un peu au sud de cette écluse.

## Histoire

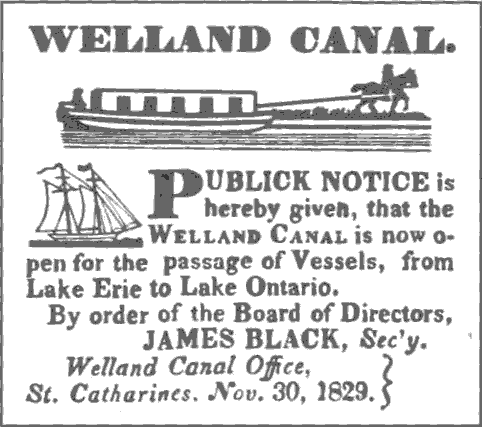
Annonce parue dans la presse :
Welland Canal.
Avis est donné ce jour au public, que le
Canal Welland est dès maintenant ouvert au passage des navires, du lac Érié au lac Ontario.
Par ordre du conseil d'administration,
James Black, Secrétaire.
Bureaux du Canal Welland.
St Catharines, 30 novembre 1829

Après l'achèvement des travaux du canal en 1833, un petit village sur Gravelly Bay fut nommé Port Colborne en l'honneur de John Colborne, un héros de guerre britannique et lieutenant-gouverneur du Haut-Canada qui fut l'artisan du projet de canal.
Les habitants des premières nations, vivaient déjà sur les rives du lac Érié, à proximité de la ville actuelle, bien avant l'arrivée des européens. Après la fin de la Guerre d'indépendance des États-Unis, beaucoup de loyalistes, restés fidèles à la couronne britannique s'implantèrent dans la région. Lors de la Guerre de 1812, les collines avoisinantes servirent à guetter l'approche de troupes américaines.
Lorsque le premier navire émergea du canal en 1833, la petite localité se mit à croitre. Tout au long du XIXe siècle, la petite ville se développa comme centre d'affaires et de transport par voie fluviale. Vers 1870, sa population dépassait les mille habitants et fut incorporé comme village. Dans les années 1880, Port Colborne devint une station balnéaire, les vapeurs à roues à aubes, les locomotives et même les bicyclettes y amenaient des centaines de touristes par jour. 
La découverte à la fin des années 1880 de réserves importantes de gaz naturel, mena à un industrialisation rapide de Port Colborne et de sa région. Des sociétés comme la verrerie Erie and Foster glass, et la fonderie d'argent Ontario Silver Company s'y installèrent afin d'utiliser le gaz comme source d'énergie dont elles étaient très gourmandes. Tout au long de cet âge d'or, on vit s'établir des fonderies, des fabriques de bicyclettes et même d'automobiles en 1901.
Au cours du XXe siècle, les améliorations du port et l'élargissement du canal facilitèrent le développement économique, de grands groupes industriels commencèrent à s'y installer, comme la Canada Furnace Company, la Canada Cement Company et en 1918 l' International Nickel Company.
En 1918, Port Colborne devint officiellement une ville avec une population de 2 837 habitants. Lors des décennies suivantes le village de Humberstone et Port Colborne continuent à croître, se rapprochant géographiquement l'une de l'autre, ce qui conduit en 1952 à leur fusion.
En 1966, Port Colborne devient officiellement une ville City. Alors que l'industrie commence à décliner, lors des dernières décennies du XXe siècle, la ville se tourne vers le tourisme, mettant en valeur les activités récréatives liées au canal Welland.
Aujourd'hui, Port Colborne est une petite ville qui combine un large secteur d'activités de services, commerces, industries, culture et tourisme.

## Musée de la marine
Le Port Colborne Historical and Marine Museum and Heritage Village (musée de la marine et village historique de Port Colborne) est l'un des points d'attraction de la ville. À tout époque de l'année, des évènements y sont organisés, comme la History Fair (foire historique), l' Antique Road Show (les vieux tacots), les Canal Days (journées du canal), le Grand Old Christmas Festival et son traditionnel Christmas pudding au Arabella's Tea Room.
En plus des embarcations historiques et autres phares et modèles d'écluses, on peut y voir les vieilles bâtisses de Port Colborne, comme sa première école, l'échoppe d'un forgeron de marine de 1880, la première automobile canadienne de 1901, la Neff Steam Buggy.

## Démographie
| 2001   | 2006   | 2011   | 2016   |
| ------ | ------ | ------ | ------ |
| 18 450 | 18 599 | 18 424 | 18 306 |

## Jumelage
Villa Santa Lucia degli Abruzzi (Italie)

## Sources
- (en) « The History of Port Colborne », City of Port Colborne (consulté le 7 janvier 2015)